# Franz Fiedler
Franz Fiedler (17. března 1885 Prostějov – 5. únor 1956 Drážďany) byl německý fotograf. Proslavil se jako mistr secesních technik bromolejtisku, gumotisku a uhlotisku, které používal ještě ve 30. letech 20. století. Vedle toho ale rád používal i nejmodernější technologie. Již při své druhé cestě do zahraničí nahradil kameru 9 x 12 cm kinofilmovou kamerou Contax. Od dvacátých let zkoušel barevnou fotografií. Po druhé světové válce experimentoval se zvláštními fotografickými technikami, například se Sabatierovým efektem. Je rovněž autorem fotografických příruček, článků v odborném tisku a cestopisných črt, které doprovázel svými fotografiemi.

## Život
Narodil se v rodině prostějovského fotografa Franze Fiedlera (10. ledna 1854 Bohušovice – 19. března 1921 Prostějov) a jeho ženy Marie (10. ledna 1860 – 28. prosince 1908). Otec měl koncesi na montáž telefonů a telegrafů a od roku 1894 provozoval fotografický ateliér. Ten měl krátkou dobu i pobočku ve Šternberku.
Franz měl o tři roky mladší sestru Johannu (Jeanette, 16. února 1988 – 10. listopadu 1966 v Prostějově). Přestože projevoval literární i výtvarné nadání, ve škole měl špatný prospěch, nemohl tedy pomýšlet na studium výtvarného umění, a v letech 1901–1904 se učil fotografem v plzeňské pobočce ateliéru Pietzner. Rutinní práce v živnostenském ateliéru jej ale neuspokojovala. V časopisu Das Atelier des Photohraphen, který vycházel v Halle, objevil reprodukce průkopníků fotografie (talbotypie Davida Octavia Hilla) i díla moderních tvůrců (Edward Steichen, Wilhelm Weimar, Rudolf Dührkoop, Nicola Perscheid, Heinrich Kühn a další). V roce 1904 byl propuštěn z práce protože v tomto časopisu zveřejnil fotografie pod svým jménem, což majitel považoval za nekalou konkurenci. V roce 1907 obdržel 5. cenu v soutěži tohoto časopisu.
V roce 1905 pracoval v ateliéru Rudolfa Dührkoopa v Hamburku. Poté zkoušel štěstí v Nice (Francie) a v Plzni, ale bez úspěchu. V Mariánských Lázních fotografoval významné návštěvníky, jako byl anglický král Eduard VII. nebo perský vládce Muzaffaruddín Šáh. V roce 1907 otiskl fotografii své sestry Jeanette v publikaci Photographisches Rundschau 1908. Od roku 1908 pracoval v ateliéru Hugo Erfurtha v Drážďanech a v následujícím roce s ním spolupracoval na tvorbě velkoformátových uhlotisků a gumotisků pro výstavu Internationale Photograpishe Ausstellung in Dresden. V roce 1912 pracoval znovu pro Rudolfa Dührkoopa v jeho ateliéru v Berlíně - Charlottenburgu.
Během první světové války sloužil v armádě
Dne 2. listopadu 1919 se v Drážďanech oženil s Ernou Dorotou Hauswaldovou (nar. 1892). Současně začal budovat fotografický ateliér v Drážďanech, Südvorstadt, Sedanstraße Nr. 7. Pravděpodobně v roce 1925 tento ateliér dokončil. Zde pracoval až do roku 1945.
Na jaře 1924 podnikli manželé Fiedlerovi cestu po Itálii. Během cesty fotografoval kamerou formátu 9 x 12 cm. Z těchto fotografií pak Fiedler publikoval svůj první fotografický cestopis.
V roce 1934 podnikli manželé několikatýdenní cestu na Sicílii a do severní Afriky (Tunis, Alžír, Libye). Tentokrát byl vybaven kinofilmovým fotoaparátem Contax a nasnímal s jeho pomocí asi 5 000 snímků (200 metrů kinofilmu), částečně na barevný film Agfacolor. Následujícího roku pak zveřejnil svůj druhý fotografický cestopis. Manželé Fiedlerovi rádi cestovali a navštívili během dvacátých a třicátých let Itálii, Řecko, severní Afriku, Moravu a Slovensko.
Během náletu na Drážďany v noci z 13. na 14. února 1945 byl Fiedlerův ateliér zcela zničen. Část jeho díla se zachovala mimo Německo, například na Moravě. Po válce se mu nepodařilo obnovit fotografickou živnost, žil v Halle a fotografoval již jen amatérsky.

## Dílo

### Fotografické dílo
Jako profesionál se ve svém ateliéru v Drážďanech věnoval především portrétní fotografii. Známé jsou jeho portréty umělců (Otto Dix, Georg Gelbke). Vedle toho vytvářel i akty, fotografie tanečních scén či inscenovaných symbolických výjevů. Mimo ateliér a na svých cestách fotografoval krajiny, veduty a reportážní portréty. Ve dvacátých letech experimentoval s barevnou fotografií systému Duxochrome, později zkoušel i barevný materiíl Agfacolor. Od třicátách let se věnoval i fotografii reklamní.
V roce 1926 zvítězil v soutěži na plakát Německé fotografické výstavy (Deutsche Photographische Ausstellung) ve Frankfurtu nad Mohanem. Soutěže se zúčastnili například August Sander, Hugo Erfurth, Franz Grainer nebo Willy Petzold. Motivem vítězného Fiedlerova plakátu byl ženský portrét en face, rozdělený na čtvrtiny a provedený střídavě v pozitivu a negativu. Tento motiv pak používal i jako logo svého ateliéru.
Po druhé světové válce se zabýval fotografikou a zvláštními fotografickými technikami, například Sabatierovým efektem.

### Výtvarné dílo
Věnoval se i výtvarným technikám: kresbě, malbě akvarelů i olejem. Z grafických technik používal lept, litografii, dřevořez, dřevoryt, mědiryt a lynoryt. Jsou zachována jeho kreslířská, malířská a grafická díla z let 1906–1943.

### Literární dílo
Své fotografie z cest (Itálie, Řecko, severní Afrika), otiskované v ročenkách Deutscher Kamera – Almanach doprovázel cestopisnými črtami.

## Publikace
- 1921 Thea Girardelli: Narre Tod – Mein Spielgesell (Bláznivá smrti, můj kamaráde), bibliofilie s devíti fotografickými ilustracemi na volných listech.[9]
- 1922 Der Schulplattler in Wort, Bild und Ton dargest., München: vlastní náklad[10]
- 1925 Künstlerische Aktaufnahmen von Franz Fiedler, Berlin: Union, Zweigniederlassg
- 1925 Bildnis-Aufnahmen von Franz Fiedler, publikace obsahuje reprodukce ze štočků Fiedlerových fotografií publikovaných v časopisech Photographie für Alle a Kamera – Alamanach. reprodukce jsou doplněny Fiedlerovým textem Meine Ziele (Mé cíle). Text vyšel v českém překladu v roce 2005 v knize Antonína Dufka Franz Fiedler : fotografie = photographs = Fotografien[11]
- 1925 Lichtbilder von Franz Fiedler Fresden
- 1930 Dresden in Bildern, Wien : Verlag Dr. H. Epstein
- 1933 Elementare Bildkomposition, Berlin : Photokino-Verlag
- 1933 Das Porträt im Kunstlicht, Berlin : Photokino-Verlag
- 1934 Porträt-Photographie, Berlin : Photokino-Verlag. Knia
- 1957 Porträtfotografie, Halle/Saale : VEB Knapp,

V roce 1960 o něm vyšla monografie Helmuta Grunwalda Franz Fiedler und seine Zeit vydání komentoval v českém tisku Jiří Macků.

### Články v časopisech
- 1921 Zveřejnil svůj první publicistický článek Photographische Bildniskunst (Fotografické umění portrétu)[14]
- 1925 FIEDLER, Franz. Kunstphotograaphische Streifzüge durch Italien. Deutscher Kamera - Almanach. 1925, roč. 16, s. 25. (německy)
- 1929 Photographische Wanderfahrt in Hellas, in: tamtéž 19, 1928, s. 99–118; druhý obrazový cestopis, tentokrát z Řecka[15]
- 1935 Fotografie z cesty do severní Afriky a Itálie z roku 1934 zveřejnil v Deitsche Kamera – Almanach, roč. 25
- 1938 Ein photographisches Skizzenbuch, fotografie z Itálie. Patrně jeho poslední zahraniční cesta, s manželkou navštívili Milán, Veronu, Benátky, Sienu, Řím, Positano, Capri a Sicílii.[16]

## Členství v organizacích
- 1925 Geselschaft deutscher Lichtbildner

## Výstavy

### Samostatné výstavy
- 1930 – Putovní výstava v USA: New York (The Camera Club, The Brooklyn Institutre of Art and Sciences), Boston (Camera Associates of the Boston City Club), Kalifornie (California Camera Club), Chicago (Fort Dearborn Camera Club), Rochester (Kodak Park Camera Club), Filadelfie (The Photographic Society of Philadelphia
- 1955 – Paulskirche, Frankfurt nad Mohanem
- 1981 – Ateliér Fiedler, Dům umění města Brna, Muzeum Prostějovska
- 2005 – Franz Fiedler : fotografie = photographs = Fotografien, Muzeum Prostějovska, Moravská galerie v Brně

### Účast na skupinových výstavách
- 1914 Výstava k 75. výročí vynálezu fotografe, Rudolfinum, Praha
- 1922 Das Lichtbild, Lipsko
- 1925 Kinematographische und Photographische Ausstellung, Berlín
- 1926 Deutsche Photographische Ausstellung, Frankfurt nad Mohanem
  - Första Internationella Fotografiska Salongen, Stockholm
  - Kamera Klub International Ulstilling, Oslo
- 1929 Film und Foto, Stuttgart[17]
- 1989 Co je fotografie, výstava k 150. výročí vynálezu fotografie, kurátorka: Daniela Mrázková, Mánes, Praha[2]
- 2000 Melancholie, Moravská galerie v Brně[18]

## Ocenění díla
- 1922 – Čestný diplom (Ehren Urkunde), 44. Deutsche Ausstellung für das gesamte Lichtbildwesen, Lipsko
- 1923 – Diploma di fuori concorso, Turín

## Zastoupen ve sbírkách
- Galerie Berinson, Berlín
- Kupferstich-Kabinett, Drážďany
- Moravská galerie v Brně[19]
- Muzeum Prostějovska v Prostějově
- Staatliche Galerie Moritzburg, Halle
- Technische Sammlungen Dresden
- Technická univerzita Drážďany, Institut für Angewandte Photophysik (sbírka Hermanna Krone)[20]